# Markéta Irglová
Markéta Irglová (Valašské Meziříčí, 1988. február 28. –) Oscar-díjas és Grammy-díjas cseh dalszerző, énekesnő. Glen Hansard ír zenésszel a The Swell Season formáció alkotói.

## Diszkográfia
- The Swell Season (2006)
- Egyszer (Once) (2007)
- Strict Joy (2009)

## Díjak és jelölések

### Jelölések
- Grammy-díj, 2008 – a Falling Slowly című dalért

### Díjak
- Oscar-díj, 2008 – a Falling Slowly című dalért